# Mnason
Mnason (altgriechisch μνασων) war zyprischer Christ im 1. Jahrhundert. In der Bibel (Apg 21,16 ) wird er als Jünger bezeichnet, bei dem Paulus und Lukas mit einigen weiteren Jüngern aus Cäsarea zu Gast waren auf deren Weg von Cäsarea nach Jerusalem während der dritten Missionsreise (57 n. Chr.). Mnason war auf Zypern Begleiter von Herakleidios, dem ersten Bischof von Tamassos, und nach dessen Tod sein Nachfolger im Bischofsamt.

## Leben
Entsprechend einer Legende ist Mnason der Sohn eines heidnischen Priesters aus Tamassos. Während eines Studienaufenthaltes in Rom lernte er einige der Siebzig Jünger kennen. Daraus erwuchs sein Wunsch, die Apostel Simon Petrus und Johannes in Jerusalem kennenzulernen. Nach der Taufe sei er nach Zypern zurückgekehrt, wo er Barnabas, Paulus und Markus sowie schließlich Herakleidios traf.

## Verehrung
Mnason wird als Heiliger verehrt. Sein Gedenktag ist der 19. Oktober. Ein Sarkophag im Kloster des Heiligen Herakleidios in Tamassos wird als Grab des Mnason angesehen.